# Rafał Nowak (polityk)
Rafał Miłosz Nowak (ur. 31 marca 1978 w Kielcach) – polski polityk i nauczyciel, w latach 2019–2023 wicewojewoda świętokrzyski.

## Życiorys
W 1997 ukończył III LO im. C.K. Norwida w Kielcach. W 2002 ukończył studia politologiczne na Akademii Świętokrzyskiej w Kielcach. Kształcił się podyplomowo w Wyższej Szkole Ekonomii i Administracji na kierunku przedsiębiorczość i w ramach programu Executive MBA w Wyższej Szkole Menadżerskiej w Warszawie. Pracował jako nauczyciel wiedzy o społeczeństwie i podstaw przedsiębiorczości. W latach 2007–2016 był dyrektorem III Liceum Ogólnokształcącego z Oddziałami Integracyjnymi im. Cypriana Kamila Norwida w Kielcach. W 2016 objął stanowisko dyrektora Wzgórza Zamkowego w Kielcach. Został również szefem rady programowej Polskiego Radia Kielce oraz prezesem Stowarzyszenia Patriotycznego.
W 2001 zaangażował się w działalność polityczną w ramach Prawa i Sprawiedliwości jako dziewiąta osoba w województwie. Objął funkcję szefa Forum Młodych PiS w świętokrzyskiem i lidera partii w okręgu Kielce IV. W 2017 został szefem struktur PiS w Kielcach, zasiadł też w zarządzie krajowym partii. W 2006 bez powodzenia kandydował do rady miejskiej Kielc, a w 2015 do Sejmu.
5 grudnia 2019 został powołany na stanowisko wicewojewody świętokrzyskiego. W grudniu 2023 zakończył pełnienie funkcji wicewojewody. W 2024 bezskutecznie ubiegał się o mandat radnego sejmiku świętokrzyskiego.

## Życie prywatne
Jest żonaty, ma dwóch synów.